# 古川あおいアン
古川 あおいアン（ふるかわ あおいあん、2002年7月27日 - ）は、日本の元女子バレーボール選手。

## 来歴
三重県四日市市出身。ナイジェリア出身の父と、実業団（日立ベルフィーユやカネボウバレーボール部）でプレーした元バレーボール選手である母のもとに4人きょうだいの次女として生まれた。兄、姉、弟がいる。名前の由来は、姉の名前が「そら」だったため「あおいそら」とかけて「あおい」と名付けられた。幼少期から学生時代まで過ごした横須賀市はバレーボールが盛んな地域だったが、幼いころからプレーしていたわけではなく、当時はサッカーやバスケットボールを嗜む程度。母はあおいにバレーボールを強く勧めることはなかったという。中学1年生のとき、母の影響を受けバレーボールを始めた。

### 三浦学苑高等学校 時代
2018年、三浦学苑高等学校に進学。1年生ながら高い決定力を発揮し、同学を初の全日本高校選手権大会出場に導いた。
2018年5月20〜27日にわたりタイのナコンパトムで開催された第12回アジアユース選手権（U-17）の代表メンバー12名に選出。
2019年、2年生の春に「さらに高いレベルで自分を成長させたい、シーガルズでバレーボールがやりたい」と決心。岡山シーガルズの事務所に電話をかけ自らを売り込み、その後練習に参加。そこで河本昭義監督に能力を認められ入団を決めた。

### 岡山シーガルズ 時代
2019年8月3日、岡山シーガルズへの入団が発表された。同期入団は及川真夢、髙柳有里、宮下マミら。
2022年、2021-22シーズンをもって現役を引退した。

## 所属チーム
- 横須賀市立豊島小学校[1]
- 横須賀市立大津中学校[1]
- 三浦学苑高等学校
- 岡山シーガルズ #15（2019-2022年）

## 球歴
- 2017年 JOCオリンピック有望選手
- 2018年 U-17日本代表

## 個人成績
V.LEAGUEの個人成績は下記の通り。
| 大会        | チーム      | 出場     | 出場        | アタック | アタック | アタック | アタック | バックアタック | バックアタック | バックアタック | バックアタック | アタック 決定本数 | ブロック | ブロック       | サーブ | サーブ         | サーブ   | サーブ | サーブ | サーブ   | サーブレシーブ | サーブレシーブ | サーブレシーブ | サーブレシーブ | 総得点      | 総得点      | 総得点   | 総得点      |
| ----------- | ----------- | -------- | ----------- | -------- | -------- | -------- | -------- | -------------- | -------------- | -------------- | -------------- | ----------------- | -------- | -------------- | ------ | -------------- | -------- | ------ | ------ | -------- | -------------- | -------------- | -------------- | -------------- | ----------- | ----------- | -------- | ----------- |
| 大会        | チーム      | 試 合 数 | セ ッ ト 数 | 打 数    | 得 点    | 失 点    | 決 定 率 | 打 数          | 得 点          | 失 点          | 決 定 率       | セ ッ ト 平 均    | 得 点    | セ ッ ト 平 均 | 打 数  | ノ 丨 タ ッ チ | エ 丨 ス | 失 点  | 効 果  | 効 果 率 | 受 数          | 成 功 ・ 優    | 成 功 ・ 良    | 成 功 率       | ア タ ッ ク | ブ ロ ッ ク | サ 丨 ブ | 得 点 合 計 |
| V1 2020-21  | 岡山        | 23       | 49          | 405      | 144      | 24       | 35.6     | 10             | 2              | 1              | 20.0           | 2.94              | 8        | 0.16           | 76     | 0              | 2        | 1      | 14     | 6.9      | 89             | 35             | 12             | 46.1           | 144         | 8           | 2        | 154         |
| V1 2019-20  | 岡山        | 12       | 8           | 27       | 7        | 4        | 25.9     | 0              | 0              | 0              | -              | 0.88              | 0        | -              | 5      | 0              | 0        | 1      | 2      | 5.0      | 3              | 1              | 0              | 33.3           | 7           | 0           | 0        | 7           |
| 通算：2大会 | 通算：2大会 | 35       | 57          | 432      | 151      | 28       | 35.0     | 10             | 2              | 1              | 20.0           | 2.65              | 8        | 0.14           | 81     | 0              | 2        | 2      | 16     | 6.8      | 92             | 36             | 12             | 45.7           | 151         | 8           | 2        | 161         |